# Хасан-Али (уцмий)
Хасан-Али — уцмий Кайтага, военно-политический деятель в истории Дагестана и Ширвана XVI века. Сын уцмия Амир-Шамхала и отец уцмия Султан-Ахмеда. 

## Правление
Отец Хасан-Али — уцмий Амир-Шамхал принимал активное участие в делах Ширвана. Такую же политику проводил его сын Хасан-Али.
После смерти беглярбека Абдаллах-хана в 1566 году и шаха Тахмаспа I 1576 году в Ширване возобновились желания прихода к независимости и возвращению Ширваншахов ко власти из сохранившихся их отпрысков, пребывавших на тот момент в Кайтаге. Антисефевидское восстание возглавил племянник Бурхан-Али — Каус-Мирза, поддерживаемый Кайтагом. Однако Каус-Мирз проиграл и в 1577 году был убит.
В 1578 года случилось ещё одно восстание. Возглавил его Абубекр-Мирза, сын Бурхан-Али. В 1549 году он ребёнком был увезён в Кайтаг, где прожил 20 лет. После этого Абубекр-Мирза перебрался в Крым. Он, вместе с крымским войском придя в Дагестан, оказался у Ширвана. Здесь к нему примкнули дагестанские солдаты, в том числе из Кайтага и Ширвана . Ещё до наступления он просил в дагестанцев оказать помощь, когда он поднимет восстание. После того, как турки во главе с Лала-Мустафа-пашой достигла Ширвана, Абубекр-Мирза начал действовать самостоятельно, собрав войско в 2-3 тысячи из «лезгин» (дагестанцев) и «карабёрков», вошёл в Ширван, заметно помог туркам захватить его и вытеснить кызылбашей. Однако турки не выполнил обещания возродить династию ширваншахов, что побудило его перейти на сефевидскую сторону.